# Bevolkingsgeografie
Bevolkingsgeografie is het onderdeel van de sociale geografie dat de ruimtelijke spreiding van de bevolking over het oppervlak van de aardbol en vanuit een ruimtelijk perspectief geboorte, sterfte en migratie onderzoekt.
Bij het onderzoek naar bevolkingsdichtheid kijkt men hoe de bevolking zich verhoudt tot de natuurlijke omgeving. Men moet kennis hebben van geschiedenis, economie en sociologie om de bevolking op een bepaald moment in de tijd en de opbouw en groei daarvan op bepaalde locaties te kunnen verklaren. 
Bij het onderzoek naar geboorte en sterfte onderzoekt men ruimtelijke verschillen, bijvoorbeeld tussen rurale ruimte en stedelijke ruimtes, of processen, zoals de ruimtelijke diffusie van een ziekte. Migratie is per definitie een ruimtelijk proces en wordt dan ook door vele bevolkingsgeografen onderzocht. Het bestuderen van deze processen, dat ook binnen andere disciplines geschiedt, maken het mogelijk voor bevolkingsgeografen en andere onderzoekers om bevolkingsprognoses te maken. 